# Фуминь
Фуми́нь (кит. упр. 富民, пиньинь Fùmín) — уезд городского округа Куньмин провинции Юньнань (КНР).

## История
Уезд был создан после монгольского завоевания государства Дали, в 1275 году.
После вхождения провинции Юньнань в состав КНР был создан Специальный район Удин (武定专区), и уезд вошёл в его состав. В 1953 году Специальный район Удин был расформирован, и уезд перешёл в состав Специального района Чусюн (楚雄专区). В 1957 году Специальный район Чусюн был преобразован в Чусюн-Ийский автономный округ.
В 1958 году уезд Фуминь перешёл из состава Чусюн-Ийского автономного округа под юрисдикцию властей Куньмина.

## Административное деление
Уезд делится на 1 уличный комитет и 5 посёлков.